# Zapsalis
Genre
Zapsalis est un genre fossile basé uniquement sur des dents isolées de petits dinosaures maniraptoriens à plumes de la famille des Dromaeosauridae. Ces dents ont été découvertes en Amérique du Nord à la fin du Crétacé supérieur (Santonien à Maastrichtien), au Canada et aux États-Unis.

## Historique et Description

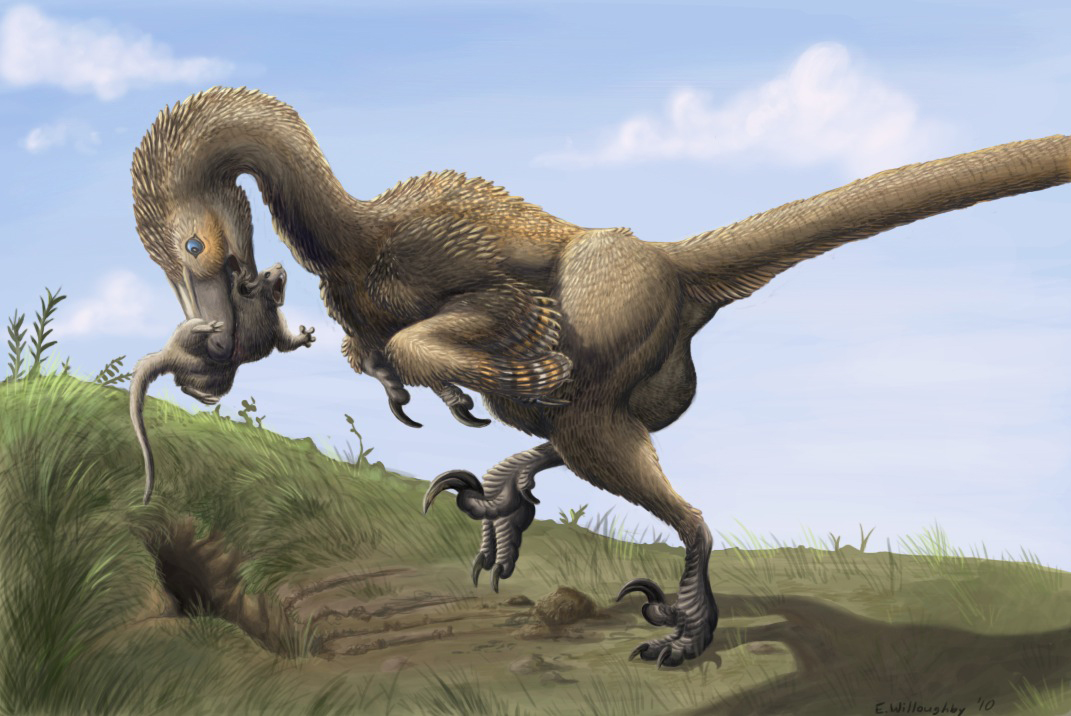
Vue d'artiste de Saurornitholestes capturant un petit mammifère multituberculé.
Dessin d'Emily Willoughby.

Une étude sur 1 183 de ces petites dents isolées en 2013 par D. W. Larson et P. J. Currie conclut qu'elles appartiennent à de petits théropodes dromaeosauridés de la sous-famille des dromaeosaurinés.
Un squelette parfaitement conservé de Saurornitholestes langstoni découvert en 2014 dans la formation géologique de Dinosaur Park (Campanien) en Alberta (Canada), a été décrit en 2019 par Philip J. Currie et David C. Evans. Après examen du crâne de l'animal, les auteurs annoncent que certaines des dents plates, crénelées de denticules, trouvées isolées dans cette formation et connues sous le nom d'espèce « Zapsalis abradens », correspondent à la seconde dent du prémaxillaire de l'espèce S. langstoni, un petit théropode à plumes de la sous-famille des Saurornitholestinae.

## Paléobiologie
La morphologie de cette dent permettait probablement à l'animal de se lisser les plumes. Ce type de dent de lissage est connu chez d'autres Dromaeosauridae dont Velociraptor.